# Ingleton, North Yorkshire
Ingleton är en ort och civil parish i Storbritannien.   Den ligger i grevskapet North Yorkshire och riksdelen England, i den centrala delen av landet, 300 km nordväst om huvudstaden London. Ingleton ligger 130 meter över havet och antalet invånare är 2 050.
Terrängen runt Ingleton är kuperad åt nordost, men åt sydväst är den platt.Runt Ingleton är det ganska glesbefolkat, med 47 invånare per kvadratkilometer. Närmaste större samhälle är Carnforth, 19,8 km väster om Ingleton. Trakten runt Ingleton består i huvudsak av gräsmarker.